# Assemblea nazionale legislativa
L'Assemblea nazionale legislativa (in francese: Assemblée nationale législative), costituita il 3 settembre 1791 e dissolta il 21 settembre 1792, fu creata dalla costituzione del 1791 e succedette all'Assemblea nazionale costituente. I rappresentanti furono scelti alle elezioni legislative del 1791.
Era formata da uomini nuovi, avendo deciso che nessuno dei membri della costituente potesse essere rieleggibile, in quanto per lo più rappresentante la media borghesia, a causa del  suffragio censitario.

## Schieramenti politici
L'Assemblea legislativa si divideva in tre grandi orientamenti:
- I più moderati formarono la destra, circa 260 monarchici di tendenza costituzionale iscritti al Club dei foglianti, difensori della monarchia contro l'agitazione popolare. All'interno dell'assemblea non contavano alcun rappresentante eminente: i loro veri capi, Gilbert du Motier de La Fayette e Antoine Barnave, si trovavano al di fuori di essa.
- La sinistra, meno numerosa (136 deputati), era costituita da deputati membri del club dei Giacobini e di quello dei Cordiglieri. Per la maggior parte esponenti della piccola borghesia, seguaci delle idee dell'Illuminismo, avevano come principale esponente Jacques Pierre Brissot (da cui il loro nome di Brissotins, Girondini perché provenienti dal dipartimento della Gironda) circondato dai filosofi Jean Antoine Nicolas de Caritat, marchese di Condorcet, e di molti avvocati di Bordeaux, in particolare il brillante oratore Pierre Victurnien Vergniaud. Sospettosi nei riguardi di Luigi XVI, erano favorevoli ad una guerra generale contro le monarchie europee al fine di mettere il re alla prova, ma anche orientati all'espansione dell'idea di libertà in Europa.
- I restanti 345 deputati stavano al centro dei due schieramenti e formavano "la Palude" (la Plaine o le Marais in francese). Essi erano determinati a difendere gli ideali della rivoluzione e votavano generalmente a sinistra; non avendo però una forte caratterizzazione politica poteva capitare che sostenessero anche proposte provenienti da destra.

## Cronologia
L'assemblea legislativa dovette far fronte alle difficoltà economiche, finanziarie, all'agitazione religiosa e contro-rivoluzionaria animata dal clero reazionario. I suoi principali atti sono:
- 8 novembre 1791: gli emigrati vengono dichiarati colpevoli di cospirazione, perseguiti come tali, e puniti con la morte tramite ghigliottina se non rientrano in patria prima del 1º gennaio 1792.
- 20 aprile 1792: dichiarazione di guerra all'imperatore Francesco II. La dichiarazione di guerra all'Austria, voluta anche dalla corte (Luigi XVI spera di riprendere il potere e il controllo del paese sfruttando gli eventuali fallimenti militari), viene votata all'unanimità meno sette voti (tra cui quello di Maximilien de Robespierre), e inaugura, sotto l'assemblea legislativa, un conflitto che durerà, con brevi dilazioni, ben 23 anni, fino alla battaglia finale di Waterloo (18 giugno 1815).
- 26 maggio: deportazione dei sacerdoti che rifiutano di sottoporsi alla costituzione civile del clero.
- 11 luglio: la patria viene dichiarata in pericolo. Di conseguenza, le sedute dell'assemblea devono essere permanenti, tutti i municipi e tutti i consigli di distretto e di dipartimento devono riunirsi senza interruzione, tutte le guardie nazionali devono essere allertate.
- 10 agosto: il re è sospeso delle sue funzioni, ed una nuova assemblea, eletta a suffragio universale maschile, è convocata sotto il nome di Convenzione Nazionale. Questa risoluzione viene votata dopo i giorni rivoluzionari del 20 giugno del 1792 e soprattutto del 10 agosto 1792.